# 박두영
박두영(朴斗榮, 일본식 이름:木下斗榮: 야마시타 도에이), 1880년 11월 28일 ~ 1960년 2월 10일)은 대한제국과 일제강점기의 군인이다. 일본군 장교 출신으로서 만주에서 조직된 첩보 조직 민생단 단장을 지냈다. 본적은 경상남도 동래군 북면이다.

## 생애
본명은 박중수(朴重樹)이나 1902년에 개명하였다. 일본 밀정인 배정자가 남편인 현영운 등 8명을 뽑아 보낸 대한제국 국비 유학생으로 일본에 유학하여, 일본육군사관학교를 졸업했다. 일본 육사 제15기생으로 독립 운동가 류동렬, 이갑과 동기였다. 졸업 후 망명한 이들과는 달리 박두영은 1904년 대한제국 육군 포병 참위로 임관한 이래 의병 토벌에 앞장서서 유명한 의병대장 이강년을 제천군에서 체포, 사형 당하게 하면서 일본의 큰 신임을 받게 되었다.
만주국에 군사 고문으로 파견되어 있다가 1932년 일제가 창단한 간첩 조직인 민생단의 단장을 맡았으며, 1937년부터 광복 시점까지 조선총독부 중추원 참의를 지냈다. 민생단 사건은 만주 지역의 독립 운동에 큰 타격을 주어 김일성의 회고록 《세기와 더불어》에 따로 언급되어 있고, 이 무렵 박두영의 행적에 대해서도 비교적 자세히 서술되어 있다. 1933년 친일 단체인 동민회 평의원을 역임했고, 1934년 간도협조회 본부 고문과 만주국 협화회 간도지방사무국 부국장을 역임했다.
태평양 전쟁 시기에는 경상남도 지역 순회 강연을 맡아 징용, 징병 지원을 권유했다. 전쟁 지원용 비행기 생산을 위한 금강항공공업주식회사 이사를 지내기도 했다.
광복 후인 1949년 반민족행위특별조사위원회에 의해 체포되었다. 그는 충청북도에서 반민족행위처벌법 제1조 위반 혐의자로는 최초로 체포된 사람이었다. 화려한 친일 경력을 볼 때 사형 선고가 유력시 될 정도였으나, 이후 반민특위가 와해되면서 풀려났다.
2002년 민족정기를 세우는 국회의원모임이 선정한 친일파 708인 명단과 2008년 민족문제연구소가 정리한 친일인명사전 수록예정자 명단에 모두 포함되었다. 2007년 대한민국 친일반민족행위진상규명위원회가 발표한 친일반민족행위 195인 명단에도 들어 있다.

## 같이 보기
- 일본육군사관학교

## 참고자료
- 친일반민족행위진상규명위원회 (2007년 12월). 〈박두영〉 (PDF). 《2007년도 조사보고서 II - 친일반민족행위결정이유서》. 서울. 1032~1265쪽쪽. 발간등록번호 11-1560010-0000002-10. [깨진 링크(과거 내용 찾기)]
- 반민족문제연구소 (1993년 3월 1일). 〈박석윤 : 항일무장투쟁 세력 파괴, 분열의 선봉장 (장세윤)〉. 《친일파 99인 2》. 서울: 돌베개. ISBN 9788971990124.
- 반민족문제연구소 (1993년 3월 1일). 〈배정자 : 정계의 요화로 불렸던 고급 밀정 (김무용)〉. 《친일파 99인 2》. 서울: 돌베개. ISBN 9788971990124.